# کانی‌سفید (مهاباد)
کانی‌سفید (به کردی: کانی سپی، Kanî spî) روستایی از توابع بخش خلیفان در شهرستان مهاباد است که در استان آذربایجان غربی ایران قرار دارد.

## جمعیت
این روستا در دهستان کانی‌بازار واقع شده و براساس سرشماری سال ۱۳۸۵، جمعیت آن ۶۸ نفر (۷ خانوار) بوده‌است.